# Richard Ortiz
Richard Ortiz Busto, (prononcé en espagnol : [ˈritʃarð ˈortis]), né le 22 mai 1990, dans la ville d'Asunción, est un footballeur paraguayen qui joue au poste de milieu de terrain. Membre de la sélection du Paraguay à partir de 2011, il évolue aec le Club Olimpia de 2009 à 2013 avant de rejoindre le club mexicain de Deportivo Toluca.
Ortiz est un joueur rapide, réputé pour ses frappes à longue-distances avec son pied gauche. Il est le cinquième joueur le mieux payé dans le football paraguayen en 2015 dans le classement publié par le site Diario Extra.

## Carrière en club

### Olimpia
En 2009, Ortiz signe en faveur du Club Olimpia. Il a été nommé capitaine pour la saison 2013.
Ses performances avec l'équipe du Paraguay et son club, attire l'attention de plusieurs équipes durant l'été 2013. Parmi celles-ci figure le club mexicain du Deportivo Toluca où son ancien entraîneur et international paraguayen José Cardozo désire le recruter. D'autres clubs des quatre coins du monde sont également intéressés, tel que les clubs italiens de l'AS Rome, du Genoa, de Bologne, le club anglais de West Ham United, les clubs français de Toulouse FC, de l'Olympique de Marseille, du LOSC Lille, du Montpellier HSC et enfin le club argentin de Boca Juniors. Le CD Olimpia accepte finalement une offre de 2,5 millions de dollars du Deportivo Toluca,,.

### Toluca
Le 28 mai 2013, José Cardozo, l'entraîneur du Deportivo Toluca,  annonce l'arrivée de Richard Ortiz au Deportivo Toluca. Ortiz signe un contrat de 5 ans pour un montant de 2,5 millions de dollars. Il rejoint trois autres joueurs paraguayens, Paulo da Silva, Édgar Benítez, et Pablo Velázquez
. Il inscrit son premier but pour le Deportivo Toluca lors de son deuxième match de la saison contre le Monarcas Morelia.
Le 28 décembre 2015, le Deportivo Toluca a annoncé le retour d'Ortiz après un court passage au Libertad. 

## Carrière internationale
Le 11 octobre 2011, il fait ses débuts avec l'équipe du Paraguay et inscrit son premier but à cette occasion, lors d'un match des éliminatoires de la coupe du monde 2014 contre l'Uruguay (score : 1-1). Par la suite, le 6 février 2013, il inscrit un doublé en amical contre le Salvador (victoire 3-0).
Il marque ensuite deux autres buts lors des éliminatoires des Coupes du monde, en septembre 2013 contre la Bolivie, puis en août 2017 contre le Chili. L'année suivante, en juin 2018, il inscrit un but en amical contre le Japon.

## Palmarès
- Vainqueur du Tournoi de clôture du championnat du Paraguay 2011 avec le CD Olimpia